# Leslie Cikra
Leslie Farrell Cikra (Cleveland, 12 dicembre 1990) è una pallavolista statunitense.
Gioca nel ruolo di opposto.

## Carriera
La carriera di Leslie Cikra inizia quando entra a far parte della squadra di pallavolo femminile della University of Tennessee, con la quale prende parte alla Division I NCAA dal 2009 al 2012. Nella stagione 2013-14 inizia la sua carriera professionistica, vestendo la maglia dello Istres Ouest Provence Volley-Ball, club impegnato nella Ligue A francese.
Dopo una stagione di inattività, viene ingaggiata per il campionato 2015-16 dal Gyeongbuk Hi-Pass, club della V-League sudcoreana. Poco prima dell'inizio della stagione seguente è costretta a lasciare il club a causa di un infortunio.